# Therioplectes canofasciatus
Therioplectes canofasciatus är en tvåvingeart som först beskrevs av Austen 1912.  Therioplectes canofasciatus ingår i släktet Therioplectes och familjen bromsar.
Artens utbredningsområde är Tanzania. Inga underarter finns listade i Catalogue of Life.